# Standfussiana wiskotti
Standfussiana wiskotti is een vlinder uit de familie uilen (Noctuidae). De wetenschappelijke naam is voor het eerst geldig gepubliceerd in 1888 door Standfuss.
De soort komt voor in Europa.